# Borbela e Lamas de Olo
Borbela e Lamas de Olo (oficialmente: União das Freguesias de Borbela e Lamas de Olo) é uma freguesia portuguesa do município de Vila Real, com 41,28 km² de área e 2890 habitantes (censo de 2021). A sua densidade populacional é 70 hab./km².

## História
Foi criada aquando da reorganização administrativa de 2012/2013, resultando da agregação das antigas freguesias de Borbela e Lamas de Olo.

Antigas freguesias que deram origem à União das Freguesias de Borbela e Lamas de Olo (Vila Real).

Inclui no seu território os seguintes lugares: Bairro da Carvalha, Bairro do NORAD, Borbela (sede), Borralha, Calçada, Courelas, Cravelas de Baixo, Cravelas de Cima, Dornelas, Ferreiros, Flores, Fraga de Almotolia, Lamas de Olo, Outeiro, Prado, Queiró e Relva.
É uma freguesia que resulta da agregação de duas antigas freguesias muito distintas: Borbela, periurbana, onde coexistiam zonas indistintamente integradas no contínuo urbano da cidade de Vila Real com zonas mais rurais, e Lamas de Olo, quase despovoada e totalmente integrada no Parque Natural do Alvão.

## Demografia
A população registada nos censos foi:
| Distribuição da População por Grupos Etários | Distribuição da População por Grupos Etários | Distribuição da População por Grupos Etários | Distribuição da População por Grupos Etários | Distribuição da População por Grupos Etários | Distribuição da População por Grupos Etários |
| -------------------------------------------- | -------------------------------------------- | -------------------------------------------- | -------------------------------------------- | -------------------------------------------- | -------------------------------------------- |
| Antes da agregação                           |                                              |                                              |                                              |                                              |                                              |
| Ano                                          | 0-14 anos                                    | 15-24 anos                                   | 25-64 anos                                   | >= 65 anos                                   | Total                                        |
| 2001                                         | 444                                          | 392                                          | 1494                                         | 404                                          | 2734                                         |
| 2011                                         | 403                                          | 290                                          | 1558                                         | 510                                          | 2761                                         |
| Após a agregação                             |                                              |                                              |                                              |                                              |                                              |
| Ano                                          | 0-14 anos                                    | 15-24 anos                                   | 25-64 anos                                   | >= 65 anos                                   | Total                                        |
| 2021                                         | 429                                          | 255                                          | 1564                                         | 642                                          | 2890                                         |